# Alfredo Ottaviani
Alfredo Ottaviani, född 29 oktober 1890 i Rom i Italien, död 3 augusti 1979 i Vatikanstaten, var en italiensk kardinal. Han var prefekt för Troskongregationen mellan 1959 och 1968. Ottaviani var son till bagaren Enrico Ottaviani och Palmira Catalini.

## Biografi
Påve Pius XII utsåg den 12 januari 1953 Ottaviani till kardinaldiakon med Santa Maria in Domnica som titelkyrka.
Ottaviani var en av de kardinalelektorer som deltog vid konklaven 1963 som valde kardinal Montini till ny påve. I egenskap av kardinalprotodiakon hade Ottaviani som uppgift att tillkännage den nye påvens namn från Peterskyrkans benediktionsloggia.
1969 motsatte sig Ottaviani tillsammans med kardinalkollegan Antonio Bacci i ett brev till påven Paulus VI:s liturgi. 

## Bilder

Kardinal Alfredo Ottavianis titelkyrka
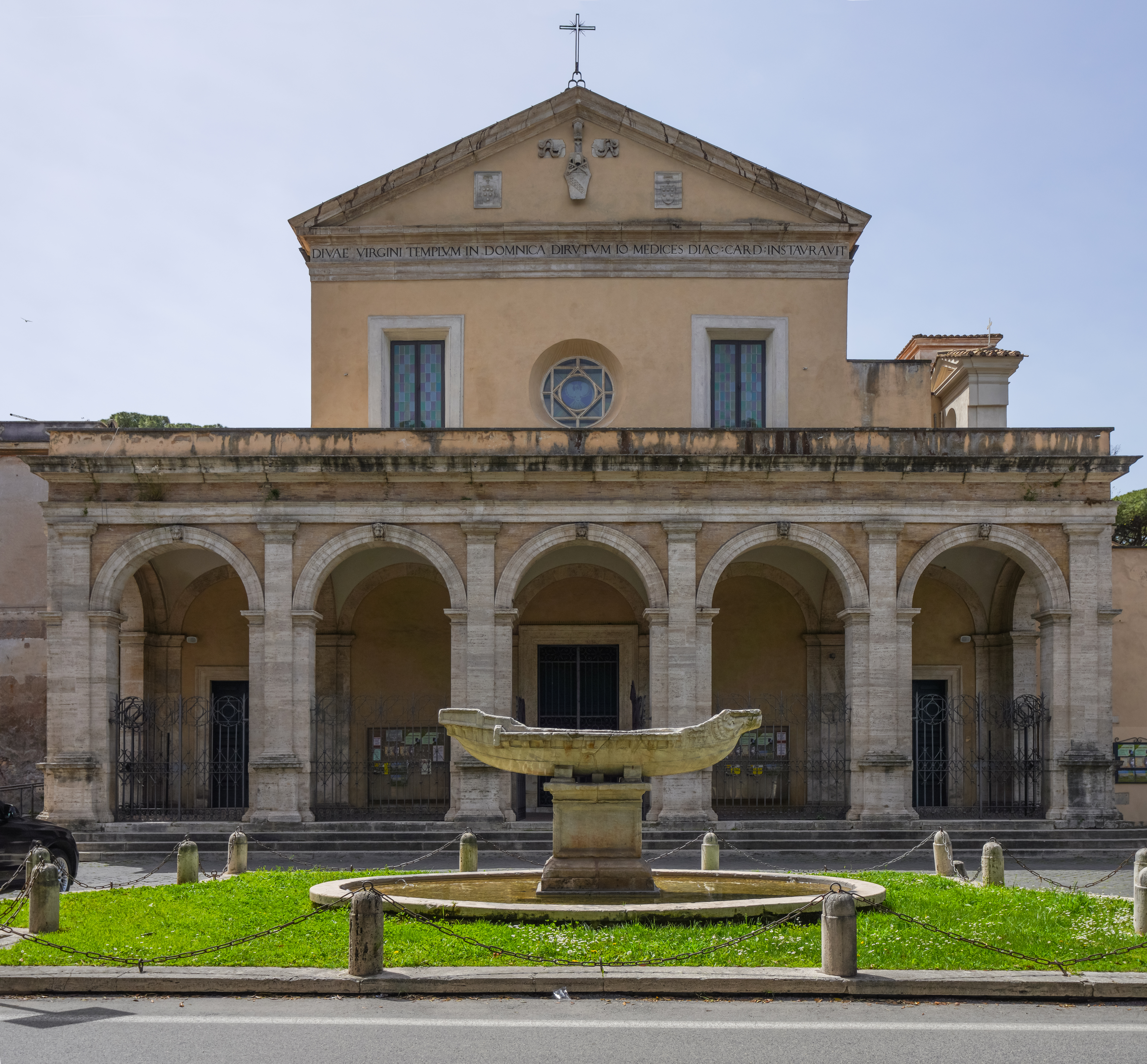
Santa Maria in Domnica.